# Neopelma sulphureiventer
El saltarín ventrisulfúreo (Neopelma sulphureiventer), también denominado saltarín-tirano de vientre azufrado (en Perú) o bailarín de vientre sulfuroso, es una especie de ave paseriforme de la familia Pipridae perteneciente al género Neopelma. Es nativo de América del Sur en el suroeste de la cuenca del Amazonas.

## Distribución y hábitat
Se distribuye en el centro este y sureste del Perú (suroeste de Loreto y este de San Martín al sur hasta Madre de Dios), norte y centro de Bolivia (al sur hasta Cochabamba y norte de Santa Cruz) y adyacencias del oeste de Brasil, (Acre).
Esta especie es considerada poco común y local en su hábitat natural: las áreas inundables, bosque de galería y áreas con abundancia de bambú del bosque húmedo del occidente de la Amazonia, por debajo de los 1000 m de altitud.

## Descripción
Mide 13 cm de longitud. Presenta corona, iris y vientre de color amarillo sulfurado. La cabeza es gris, el plumaje del lomo verde oliva y el de las alas y la cola negruzco.

## Alimentación
Se alimenta de insectos, que captura en vuelos cortos.

## Sistemática

### Descripción original
La especie N. sulphureiventer fue descrita por primera vez por el ornitólogo austríaco Carl Eduard Hellmayr en 1903 bajo el nombre científico Scotothorus sulphureiventer; su localidad tipo es: «Vila Bella de Santissima Trindade, Mato Grosso, Brasil».

### Etimología
El nombre genérico neutro «Neopelma» se compone de las palabras del griego «neos» que significa ‘nuevo’, ‘diferente’, y «pelma, pelmatos» que significa ‘suela del pie’; y el nombre de la especie «sulphureiventer», se compone de las palabras del latín «sulphureus» que significa ‘sulfuroso’, y «venter, ventris» que significa ‘vientre’.

### Taxonomía
Es monotípica.